# Чехи (Мядельський район)
Чехи (біл. вёска Чехі) — село в складі Мядельського району Мінської області, Білорусь. Село підпорядковане Нарачанській сільській раді, розташоване в північній частині області.